# Кранфилс Гап (Тексас)
Кранфилс Гап (енгл. Cranfills Gap) град је у америчкој савезној држави Тексас. По попису становништва из 2010. у њему је живело 281 становника.

## Демографија
Према попису становништва из 2010. у граду је живело 281 становника, што је 54 (16,1%) становника мање него 2000. године.
| Група             | 2000.       | 2010.       |
| Белци             | 294 (87,8%) | 234 (83,3%) |
| Афроамериканци    | 1 (0,3%)    | 0 (0,0%)    |
| Азијати           | 0 (0,0%)    | 0 (0,0%)    |
| Хиспаноамериканци | 29 (8,7%)   | 45 (16,0%)  |
| Укупно            | 335         | 281         |